# Afion
Afion je hrvatsko-makedonski etno i world music sastav. Inspiraciju nalaze pretežito u folkloru hrvatskog i makedonskog područja. Tradicijske pjesme pretaču u vlastite, originalne interpretacije i kompozicije. Članovi sastava žive u Hrvatskoj, Makedoniji te kasnije i u Švedskoj.
Prvi su hrvatski sastav koji je uključio glazbu hrvatskih nacionalnih manjina u repertoar. Igrali su veliku ulogu u pojavljivanju pučke glazbe na pop i rock festivalima te približavanju iste mlađoj publici.

## Povijest
Osnovani su 2003. u Zagrebu.
2012. grupa je prestala s radom, ponajviše zbog preseljenja pjevačice Lidije Dokuzović u Švedsku. Ponovno su se okupili 2018.

## Članovi
- Lidija Dokuzović - vokal
- Aleksandar Jovevski - kaval (makedonska pastirska flauta), tambura, gajde
- Josip Mazić - kontrabas
- Danijel Maoduš - gitara
- Nenad Kovačić - udaraljke

## Diskografija

### Studijski albumi
- Afion (2006., Spona / Aquarius Records)
- Čudni svati (2008., Spona / Aquarius Records)
- Treći bilbil (2020., Spona / Aquarius Records)

### Singlovi
- Baroš, oj, Barica (2006., Spona)
- Šošana (2020., Spona / Aquarius Records)

## Ostalo

### Značenje imena
Afion na makedonskom znači opijum ili mak.

## Vanjske poveznice
- worldmusiccentral profil grupe